# ダールダイ・パール
ダールダイ・パール（Dárdai Pál, 1976年3月16日 - ）は、ハンガリー・ペーチ出身の元サッカー選手、サッカー指導者。現役時代のポジションはMF。
元ハンガリー代表。現役時代にはヘルタ・ベルリンで286試合に出場し、クラブのブンデスリーガ出場記録を保持している。また、実子のダールダイ・マールトンも同じくサッカー選手である。

## 選手経歴

### クラブ

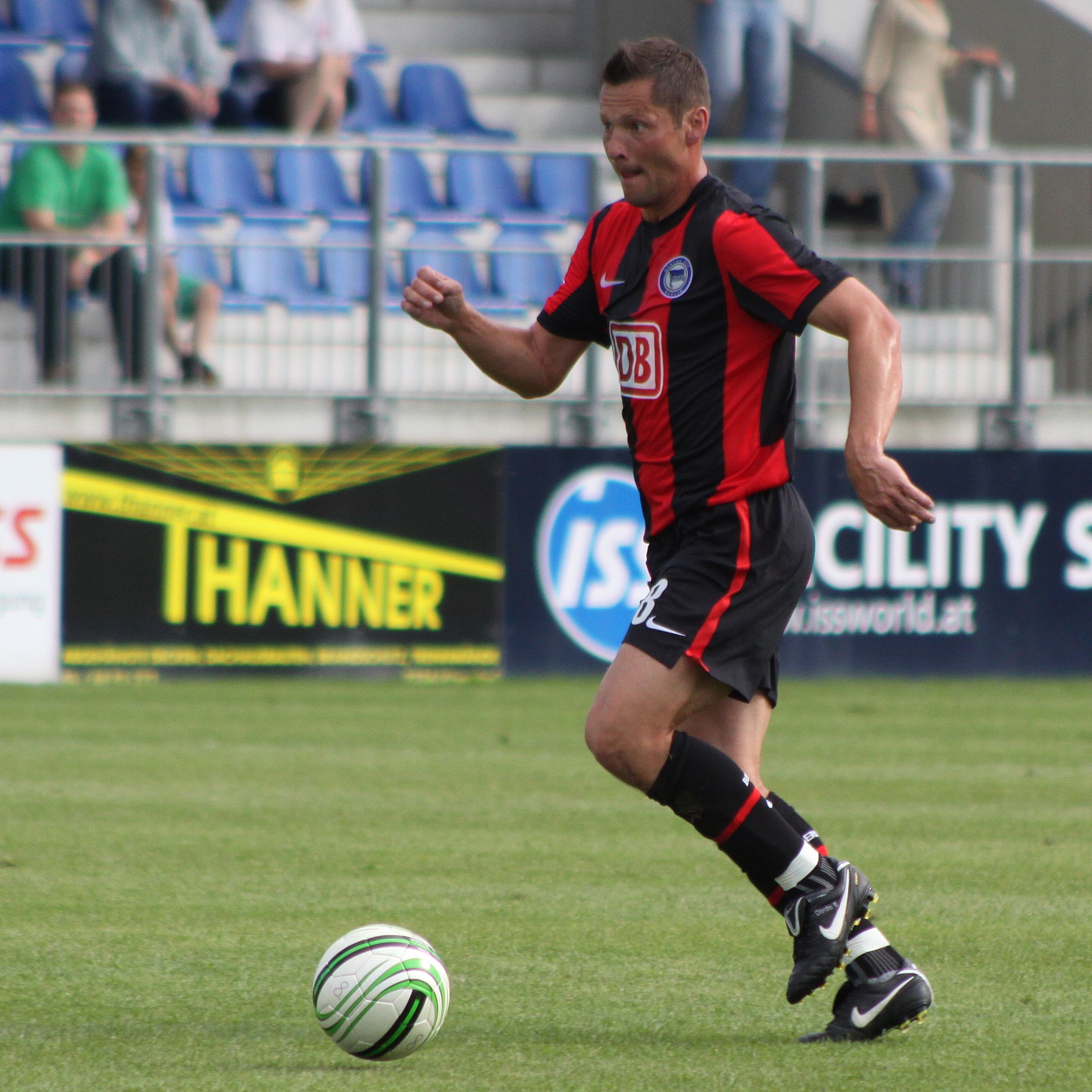
選手時代のダルダイ (2009年)

1997年1月、ドイツのヘルタ・ベルリンと契約を結び、シーズン終了前にドイツ2部で10試合に出場して昇格に貢献。1998-99シーズンにクラブは3位でシーズンを終え21試合に出場した。
2008年11月13日、ホッフェンハイム戦 (1-0) においてブンデスリーガでの250試合出場を達成した。試合後、ダルダイはチームとファンに感謝を述べた。
2009年頃から出場機会が減少。2010-11シーズンにはドイツ2部で1試合の出場に留まり、セカンドチームに降格させられた。シーズン終了後に35歳で現役を引退。ヘルタでは297試合のリーグ戦に出場した。

### 代表
1996年頃からハンガリーU-21代表でプレーし、1998年8月19日に行われたスロベニアとの親善試合でハンガリー代表デビューを果たした。同年10月10日のUEFA EURO 2000予選のアゼルバイジャン戦で58分に代表初得点を記録し4-0での勝利に貢献した。

## 指導者経歴
2012年、ヘルタ・ベルリンのU-15チームで指導者としてのキャリアを開始。
2015年2月5日、トップチームの暫定監督に就任し、マインツ戦 (2-0) で初めてチームを率いた。2015年5月29日、正式にヘルタの監督に就任した。
1年目は7位、2年目は6位でUEFAヨーロッパリーグに出場するなど躍進したが、
2019年4月16日に4年半率いたヘルタを契約満了で退団することが決定した。その後2021年1月25日に再び監督に復帰した。
2023-24シーズン、3度目のヘルタ・ベルリン監督に復帰した。

## 監督成績
2021年11月27日現在
| クラブ           | 就任          | 退任           | 記録 | 記録 | 記録 | 記録 | 記録 | 記録 | 記録 | 記録   |
| クラブ           | 就任          | 退任           | 試   | 勝   | 分   | 敗   | 得   | 失   | 差   | 勝率   |
| ---------------- | ------------- | -------------- | ---- | ---- | ---- | ---- | ---- | ---- | ---- | ------ |
| ハンガリー代表   | 2014年9月18日 | 2015年7月20日  | 7    | 4    | 2    | 1    | 9    | 3    | +6   | 057.14 |
| ヘルタ・ベルリン | 2015年2月5日  | 2019年6月30日  | 172  | 64   | 44   | 64   | 219  | 232  | −13  | 037.21 |
| ヘルタ・ベルリン | 2021年2月5日  | 2021年11月29日 | 31   | 10   | 8    | 13   | 33   | 49   | −16  | 032.26 |
| 合計             | 合計          | 合計           | 210  | 78   | 54   | 78   | 261  | 284  | −23  | 037.14 |

## タイトル

### クラブ
ヘルタ・ベルリン
- 2. ブンデスリーガ ： 2010-11
- DFLリーガポカール ： 2001, 2002
- UEFAインタートトカップ ： 2006

### 個人
- ハンガリー年間最優秀選手賞 ： 2006